# Ildefonso Velásquez
Francisco Ildefonso Velásquez Martínez (Toluca, Estado de México; 9 de abril de 1912 - Tijuana, Baja California; 17 de marzo de 1992). Fue un abogado y político mexicano, militante del Partido Revolucionario Institucional. Hijo del catedrático y director de la primera Normal de Toluca, Yldefonso Velázquez Hernández y de Trinidad Martínez Guadarrama, originarios de San Matías Transfiguración, Méx. Estudió la Licenciatura en Derecho en la Facultad de Derecho de la Universidad Nacional Autónoma de México y ocupó diversos cargos en la Administración Pública Federal, como Agente del Ministerio Público de la Federación, Jefe de Caminos y Puentes Federales, Jefe de la Oficina de Pesca, entre otros. Como abogado, fue miembro de la Academia Mexicana de Derecho Internacional.
Gracias a su amistad con el presidente Adolfo López Mateos, a quién conocía desde su juventud,  fue postulado por el Partido Revolucionario Institucional como candidato a Presidente Municipal de Tijuana, B.C., cargo que desempeñó del 1 de diciembre de 1962 al 30 de noviembre de 1965 al encabezar el IV Ayuntamiento de Tijuana, B.C. De su administración destaca la adopción del escudo de armas del Municipio de Tijuana, la construcción de la Unidad Deportiva Reforma y de la Unidad Deportiva CREA -anteriormente "Casa de la Juventud"-, la creación de la Dirección de Acción Cívica y Cultural, la creación de la Dirección de Servicios Médicos Municipales, la formación de la Policía Bilingüe -antecedente de la Policía Turística-, la semaforización de los principales cruceros de la ciudad, entre otros.

## Trayectoria profesional
- Secretaría de Hacienda y Crédito Público. Abogado en el Departamento de Timbres.
- Secretario del Ayuntamiento de Toluca, Edo. Méx.
- Procuraduría General de la República. Agente del Ministerio Público de la Federación en Acapulco, Gro., Ciudad Juárez, Chih., Tuxpan, Ver., Veracruz, Ver., Oaxaca, Oax. y Tijuana, B.C.
- Secretaría del Trabajo y Previsión Social. Presidente de la Junta Federal de Conciliación y Arbitraje en Tijuana, B.C.
- Secretaría del Trabajo y Previsión Social. Delegado Federal del Trabajo en Baja California.
- 1958. Representante del candidato a la Presidencia de la República Adolfo López Mateos en Tijuana y Ensenada, B.C.
- 1959-1962. Jefe Regional de Inspección Fiscal de Pesca en San Diego, California.
- 1962-1965. Presidente Municipal del IV Ayuntamiento de Tijuana, B.C.

Trayectoria académica.
- Profesor de Derecho y Derecho Internacional:
  - Universidad Autónoma del Estado de México.
  - Escuela Normal para Profesores, Estado de México.
  - Facultad de Leyes del Instituto de Ciencias y Artes de Oaxaca (actualmente Universidad Autónoma Benito Juárez de Oaxaca).[3]

- Miembro de la Academia Mexicana de Derecho Internacional a partir del 9 de marzo de 1966.[4]
- Obras:
  - La actual crisis del Derecho Internacional, UNAM, México, 1943.
  - Los gigantes de la paz.

## Presidente Municipal del IV Ayuntamiento de Tijuana, B.C.
Ayuntamiento: Síndico, Lic. Conrado Acevedo Cárdenas; regidores: Juan Flores Ruiz (dirigente del STIC- CTM), Profa. Aída Baltazar Martínez (lídez social y miembro de la CNOP), Lic. Ricardo Zamora Tapia (académico de la UABC y miembro de la Logia Ignacio Zaragoza núm. 3), Ricardo Torres, Cruz Villavicencio.
El gabinete se conformó de la siguiente manera:
| Dependencia                                        | Name |
| -------------------------------------------------- | --- |
| Secretario del Ayuntamiento.                       | Lic. Manuel Corzo Blanco. |
| Tesorero.                                          | C. Silverio I. Romero. |
| Oficial Mayor.                                     | C. Jorge Matamoros Tadeo. |
| Jefe del Departamento de Obras Públicas.           | Ing. Rubén Lavín Ontiveros (dic 1962-7 de diciembre de 1963); Ing. Juan Ojeda Robles.                                                                             |
| Subjefe del Departamento de Obras Públicas.        | Arq. Homero Martínez de Hoyos. |
| Oficial del Registro Civil.                        | Prof. Ángel Arreola; Juan González Cobián. |
| Jefe de Tránsito.                                  | C. Antonio Mercado Guzmán (expresidente del CDM del PRI en Tijuana).                                                                                              |
| Subjefe de Tránsito.                               | C. Eugenio Gilbert Zamorano; C. Carlos Serrano (9 de enero de 1964).                                                                                              |
| Comandante de Policía.                             | Mayor Raúl Pérez Arceo (dic 1962-13 de diciembre de 1963); C. Francisco Krauss Morales (padre de Francisca Ana Krauss Velarde).                                   |
| Subcomandante de Policía.                          | C. Alfredo Gómez Cisneros; Tte. Cor. Alfonso Ballesteros. |
| Secretario de la Comandancia de Policía.           | C. David Pulido, C. Enrique Romero Irigo; C. David Pulido (segundo periodo 19 de diciembre de 1963).                                                              |
| Jefe del Servicio Secreto de la Policía Municipal. | C. Jaime Monroy Romero; C. Evencio Vielma Rodríguez; C. Luis Guerrero Ugalde (exagente PJE y PJF, 18 de diciembre de 1963).                                       |
| Jefe de Patrullas.                                 | Capitán Eloy Medina Barragán; C. Eugenio Gilbert Zamorano (19 de diciembre de 1963).                                                                              |
| Director de la Cárcel Municipal.                   | C. Hilario Muñoz (líder sindical). |
| Subdirector de la Cárcel Municipal.                | C. Sergio García Ferro. |
| Jefe del Departamento de Bomberos.                 | C. Samuel Meléndez Marín. |
| Director de Acción Cívica y Cultural.              | Prof. Rubén Vizcaíno Valencia. |
| Subdirector de Acción Cívica y Cultural.           | Prof. José María Márquez Arce. |
| Jefe de Información Municipal.                     | C. Óscar Genel González. |
| Abogado Consultor.                                 | Lic. Rafael Castillo Castro. |
| Director de Servicios Médicos.                     | Dr. Ismael Llamas Amaya. |
| Delegado Municipal en La Presa.                    | Lic. Francisco Javier Martínez. |
| Delegado Municipal en San Antonio de los Buenos.   | C. Mariano Martín del Campo; C. Jesús Guzmán. |
| Delegado Municipal en Rosarito.                    | C. Jesús González Reyes; C. Clemente Contreras González (agricultor de la CNC); C. Mario Guzmán; C. Clemente Contreras González (regresa el 15 de enero de 1964). |
| Secretario Particular.                             | Lic. Eduardo Cruz Colín. |
| Ayudante de la Presidencia.                        | Dr. José Soto. |

Entre los principales hechos y obras destacados de su trienio, se pueden mencionar las siguientes:

### Recepción de la administración municipal.
- Contexto político: En aquella época, el sistema político mexicano era de tipo autoritario, con un sistema de partido hegemónico, en el que el Partido Revolucionario Institucional dominaba el Gobierno Federal, los veintinueve gobiernos estatales y todos los gobiernos municipales; el presidente de la República en turno tenía la facultad metaconstitucional de controlar los poderes legislativo y judicial y de designar a todos los gobernadores de los estados y a los presidentes municipales de las principales ciudades. El control político de la sociedad se realizaba por medio del sistema corporativo del partido hegemónico, organizado en sectores obrero (CTM, CROC, CROM y otras), campesino (CNC) y popular (CNOP), y los líderes de estos sectores eran beneficiados con posiciones políticas y cargos en los administraciones públicas de los tres niveles de gobierno. En el caso particular de Tijuana, la clase política gobernante de la ciudad se agrupaba alrededor de la Logia Ignacio Zaragoza núm. 3, fundada en 1923 y perteneciente al Rito Nacional Mexicano, y a la cual habían pertenecido los tres primeros presidentes municipales de Tijuana de 1953 a 1962 -Gustavo Aubanel Vallejo, Manuel Quirós Labastida y Xicoténcatl Leyva Alemán- y pertenecerían los presidentes municipales de 1965 a 1970 -Francisco López Gutiérrez y Ernesto Pérez Rul-.[9][10][11][12] En 1963, el entonces abogado Ildefonso Velásquez fue beneficiado por la decisión del Presidente Adolfo López Mateos -también Maestro masón del Rito Nacional Mexicano- con la designación como candidato del Partido Revolucionario Institucional a la Presidencia Municipal de Tijuana, pero era ajeno a la élite política gobernante de la ciudad, lo que le ocasionaría fricciones con algunos grupos políticos locales; intentaría buscar equilibrios con la designación de Silverio I. Romero (miembro fundador de la logia y exdelegado de gobierno en Tijuana) como Tesorero Municipal -renunciaría en diciembre de 1965- y la designación de Manuel Quirós Labastida como consejero del Municipio. Llevó una relación productiva con los empresarios Miguel Bujazán y Miguel Calette, también miembros de la logia, quienes realizarían importantes aportaciones de recursos para la realización de obras públicas y prestación de servicios. El Cabildo fue conformado de acuerdo al sistema de cuotas a los grupos políticos, por lo que de las cinco regidurías una correspondería a la CTM, una la CNOP y otra más a la Logia. El fundamento del poder político real del Presidente Municipal Ildefonso Velásquez residiría en su amistad cercana con el presidente Adolfo López Mateos y el apoyo del gobernador Eligio Esquivel Méndez, a cuyo amparo buscaría llevar a cabo sus proyectos de mejora de la Administración Pública Municipal -manejada hasta entonces de manera patrimonialista-  con un equipo de funcionarios públicos ajenos en su gran mayoría a la clase política tradicional de la ciudad, buscando la actualización de la normatividad municipal, la eficiencia de las funciones administrativas y la disciplina en el manejo de recursos -"que el gobierno sea una casa de cristal"-, teniendo como sus principales operadores al Síndico Municipal Conrado Acevedo Cárdenas, destacado promotor cultural,  y al abogado Manuel Corzo Blanco, como Secretario de Gobierno. Tras la conclusión del periodo de gobierno del Presidente Adolfo López Mateos (30 de noviembre de 1964) y la muerte del gobernador Eligio Esquivel Méndez (31 de octubre de 1964), perdería a sus protectores políticos y disminuiría su capacidad para maniobrar políticamente -de hecho, el gobernador sustituto Gustavo Aubanel Vallejo, favorecería la designación como próximo Presidente Municipal tijuanense a Francisco López Gutiérrez, otro miembro destacado de la Logia Ignacio Zaragoza-.

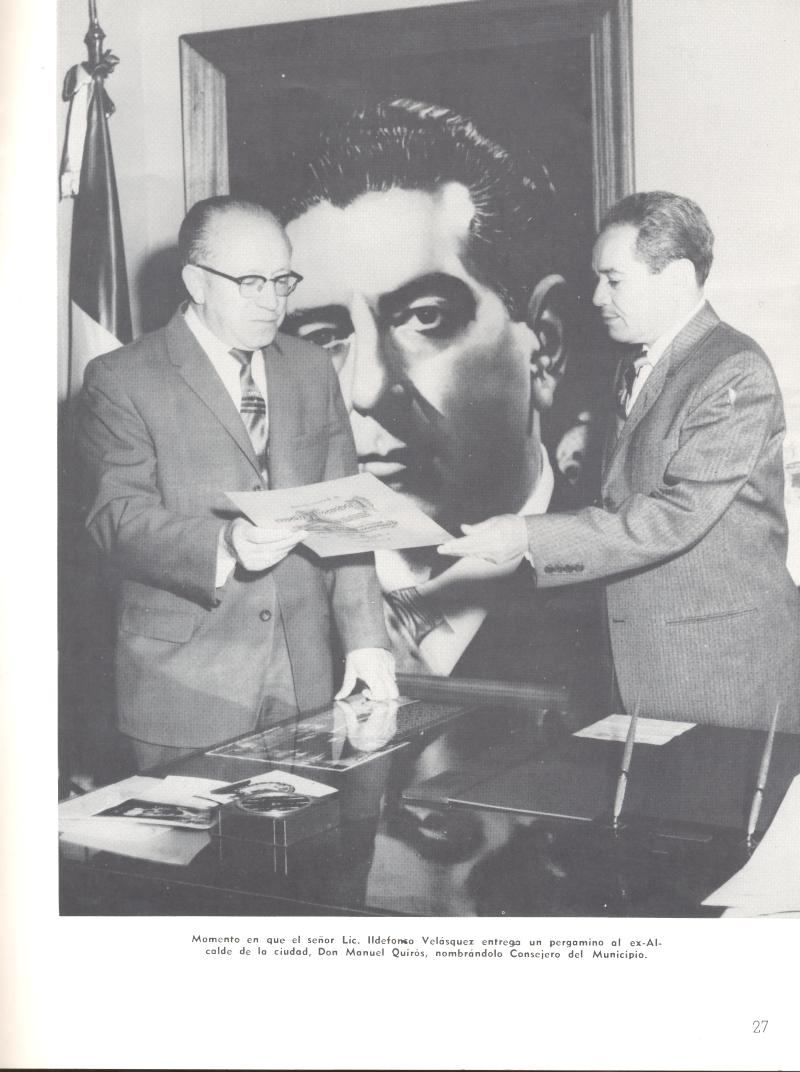
Lic. Ildefonso Velásquez y Manuel Quirós Labastida, cuarto y segundo presidentes municipales de Tijuana. Año de 1963.

- Lic. Ildefonso Velásquez y Manuel Quirós Labastida, cuarto y segundo presidentes municipales de Tijuana. Año de 1963.El primer conflicto político ocurrió al inicio de su encargo, al romper con la regla no escrita de la clase política gobernante de Tijuana de encubrir las irregularidades de su antecesor en el cargo, exhibiendo las irregularidades detectadas. El enfrentamiento con su predecesor en la Presidencia Municipal, Xicoténcatl Leyva Alemán, fue consecuencia de señalamientos relacionados con encontrar al Gobierno Municipal con un déficit de $1 573 353 pesos (un millón quinientos setenta y tres mil trescientos cincuenta y tres pesos), consecuencia de partidas agotadas y desvíos, lo que obligó a solicitar un crédito de medio millón de pesos -con el aval de Gobierno del Estado- para cumplir con el pago de salarios y aguinaldos del mes de diciembre de 1962, y solicitar autorización al Congreso del Estado para una transferencia de partidas por 496,553.36 pesos y un aumento al Presupuesto de Egresos por 1,420,034.38 pesos.[13][14] También se exhibió en los medios la detección de decenas de personas que estaban en la nómina municipal sin prestar servicios de manera efectiva (coloquialmente conocidos como "aviadores"), mismos que fueron despedidos;[15] se señalaron extorsiones de funcionarios municipales de la anterior administración hacia comerciantes y particulares, en perjuicio del erario municipal. Además, se presentó una denuncia por parte del anterior Síndico Municipal, Enrique Paulín Rodríguez, relacionada con el manejo de la hacienda municipal en la administración precedente. El expresidente municipal Xicoténcatl Leyva alegó haber manejado los fondos públicos con honradez y calificó los señalamientos como infundios con perversidad y mala fe, ataques políticos a base de ruindad e intrigas.[16][17][18][19] El conflicto con el grupo político del expresidente Municipal traería por consecuencia ataques a la persona del alcalde en la prensa afín.[20] Entre los adeudos pendientes de la anterior administración estaba el correspondiente a gasolina, que ascendía a 82,699.28 pesos a favor de Comercial Santa Fe, el cual se tuvo que pagar de manera paulatina a lo largo del año 1963, sin embargo la empresa decidió reclamar el pago por la vía judicial y se embargó el vehículo del Presidente Municipal.[21][22]
- El grupo político desplazado, en voz de Francisco López Gutiérrez -miembro de la logia y futuro presidente municipal-, criticaría la conformación del gabinete, alegando que para puestos públicos se deben nombrar personas nativas o residentes, y en la administración entrante figuraron funcionarios desconocidos para los tijuanenses, como el Jefe de Obras Públicas, el director de Acción Cívica y Cultural, el Oficial del Registro Civil y el Secretario Particular.[23]
- Entre los señalamientos negativos que hubo al inicio de su trienio destacan el otorgamiento de un contrato al diputado local Miguel Ángel Sáenz para proveer de papelería al Gobierno Municipal.[24]
- Ataques al Síndico Municipal Conrado Acevedo.[25][26][27]

### Cultura y educación

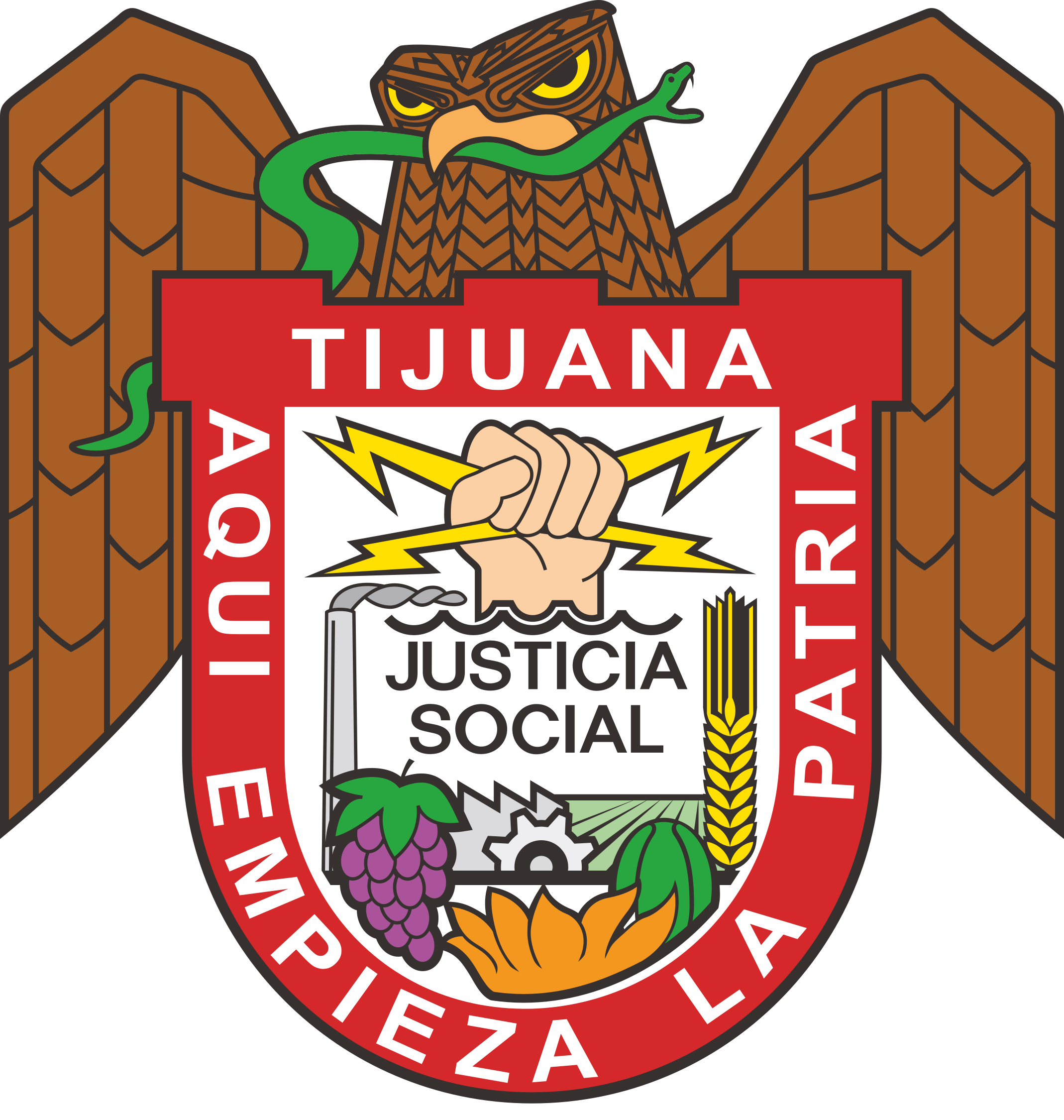
Escudo de la ciudad de Tijuana, adoptado en 1963.

- Escudo de la ciudad de Tijuana, adoptado en 1963.La adopción del escudo de la ciudad de Tijuana, como resultado de un concurso convocado por el Ayuntamiento. En la convocatoria del 18 de enero de 1963 se indicó que el escudo debería tener la frase "Aquí empieza la patria", dicha por del Presidente de la República Lic. Adolfo López Mateos para referirse a Tijuana.[28][29] El escudo sería diseñado por el pintor Salvador Zapata y el arquitecto Homero Martínez de Hoyos.[30][31]
- El establecimiento de la Dirección de Acción Cívica y Cultural, cuyo primer director sería el Prof. Rubén Vizcaíno Valencia quien, además, sería el Presidente de la Corresponsalía Tijuana del Seminario de Cultura Mexicana, establecida en una asamblea constitutiva celebrada en el salón de Cabildo el 30 de mayo de 1963.[32][33] La Dirección estaría a cargo de organizar festejos, actos luctuosos y ceremonias del calendario cívico, y en conjunto con el Seminario de Cultura Mexicana se organizarían exposiciones artísticas y conferencias.
- Programa de televisión semanal, a cargo de la Dirección de Acción Cívica y Cultural, transmitido en el canal 12, y que sirvió para proporcionar información a la ciudadanía sobre los problemas, tareas administrativas, acciones y logros del Gobierno Municipal.

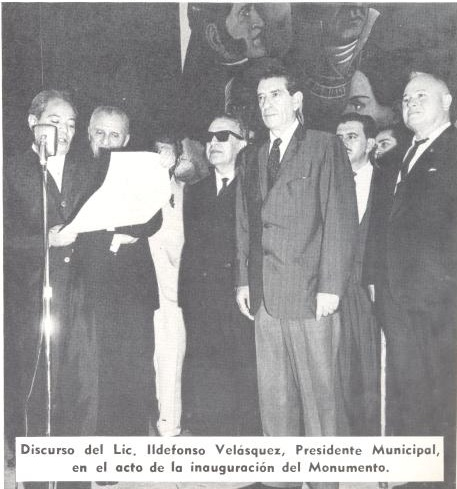
Junto al Presidente de México, Lic. Adolfo López Mateos, en el acto de inauguración del monumento al libro de texto grauito (1963).

- Junto al Presidente de México, Lic. Adolfo López Mateos, en el acto de inauguración del monumento al libro de texto grauito (1963).La construcción del Monumento al Libro de Texto Gratuito en el lugar que ocupaba la original Torre de Agua Caliente.[34][35][36] Los miembros del Cabildo tuvieron que realizar aportaciones para terminar de costear la construcción del monumento, que ascendió a 180 mil pesos.[37] La construcción del monumento fue muy criticada, no sólo porque implicó el desmantelamiento de la Torre de Agua Caliente, considerada entonces el símbolo de la ciudad de Tijuana,[38] sino porque el gobierno municipal enfrentaba serios problemas financieros y un gasto de esta naturaleza se consideraba una frivolidad y un derroche de los escasos recursos públicos, al grado que en el periódico capitalino Excélsior se le calificó como "una muestra de cursilería, adulación en extremo barata al Presidente de la República".[39] Finalmente, el proyecto se ejecutó: el diseño estuvo a cargo del Arq. Homero Martínez de Hoyos, su construcción por el escultor Joaquín Chiñas y el mural por el pintor Joel González Navarro.  El monumento fue inaugurado por el presidente Adolfo López Mateos el 26 de septiembre de 1963.[40][41]
- La firma del primer convenio laboral entre el Ayuntamiento de Tijuana y el Sindicato Nacional de Trabajadores de la Educación (SNTE) para proteger los derechos de los profesores y trabajadores administrativos del Sistema Educativo Municipal, toda vez que el Congreso del Estado había desconocido el convenio celebrado por el anterior Ayuntamiento con los profesores municipales.[42][43]
- Turismo: Carnaval Internacional de Tijuana.[44][45][46]

### Deportes
- La construcción de la Unidad Deportiva "Casa de la Juventud", después denominada CREA.[47][48]
- La construcción de la Unidad Deportiva Reforma, misma que se logró con la participación conjunta del Gobierno Municipal y Gobierno del Estado con asociaciones deportivas y particulares. El Patronato Pro Deportes y Atletismo del Estado estuvo encabezado por el Secretario del Ayuntamiento, Lic. Manuel Corzo, y realizaron aportaciones la Asociación Estatal de Futbol Soccer (Juan Reyes), Miguel Calette, MIguel Bujazán, Alfonso Bustamante, el Coronel Carlos I. Serrano, la Cervecería Cuauhtémoc (donativo 125,000 -10,000 dólares- a través del Gerente Leandro Leal Marroquín), entre otros.[49][50][51][52]

### Servicios públicos y equipamiento urbano
- La ampliación de las oficinas de Palacio Municipal y el remozamiento del edificio ya existente, toda vez que se había recibido muy deteriorado y en condiciones deplorables.[53][54][55][56][57]
- Ampliación de la oficina del Registro Civil.[58]
- Ampliación del alumbrado público. Al inicio del trienio, se recibió la ciudad con carencias de alumbrado y deficiencia de las luminarias existentes, inclusive en el primer cuadro de la ciudad, de ahí que en las noches la poca iluminación disponible provenía de los negocios y casas.[59][60][61][62] El primer año de gobierno se instalaron lámparas mercuriales en el Puente México (37 lámparas), cortina de la Presa Rodríguez (28 lámparas), Parque Cuauhtémoc y Avenida Quetzalcóatl (14 lámparas), rampa y escaleras y frente de escuela Álvaro Obregón de la Colonia Altamira, en la rampa Allende de la Colonia Independencia (28 lámparas), Blvd. Cuauhtémoc (39 lámparas), en la Avenida Revolución se logró rehabilitar el alumbrado mercurial gracias a la colaboración de la CANACO y los comerciantes de la zona, quienes donaron las luminarias y el Gobierno se encargó de su instalación.[63][64][65][66][67][68][69][70][71][72][73][74] Al parecer, para corresponder a la colaboración de la CANACO, el Gobierno Municipal instruyó la afiliación forzosa de los comerciantes a dicho organismo al exigir que, para la revalidación de la licencia fiscal municipal, debían forzosamente ingresar a la CANACO.[75]
- Conservación y mantenimiento de vialidades. Pavimentación. Deficiencias.[76][77][78][79] Acciones.[80][81][82][83][84]
- El caso del servicio de limpieza y recolección de basura. Deficiencias.[85][86][87][88][89][90] Acciones.[91][92][93][94][95][96][97][98][99][100][101][102]

- Tras once meses de gobierno, Sindicatura Municipal realizó un reunión con titulares de las dependencias para conocer las debilidades de las áreas a su cargo, destacando las siguientes: 1) Delegación San Antonio de los Buenos: no hay ingresos, se requiere escuela y un profesor, los caminos están intransitables, no hay ambulancia y hay frecuentes accidentes en la curva de La Gloria; 2) Delegación La Presa: se carece de servicios elementales, se requieren escuelas, vigilancia y policías; 3) Servicios Médicos Municipales: descontrol absoluto, no cuentan con local a pesar de la partida de 70 mil pesos; 4) Acción Cívica y Cultural: se cuenta con menos de 5000 mil pesos de presupuesto, el director expone que "la cultura no es un lujo, sino una necesidad"; 5) Abogado: se requiere reunión de trabajo con Comandante de Policía y Jefe de Tránsito.[103]
- A principios del mes de diciembre de 1963, los miembros del Ayuntamiento entregaron un escrito al Presidente Municipal en el que pedían el cese de Rubén Lavín, Jefe de Obras Públicas, para que sirviera para imponer disciplina a los Jefes de Departamento que no obedecen las órdenes dadas por el Cabildo.[104] Como medida de presión, los regidores no asistieron a la siguiente sesión de Cabildo.[105] El Jefe de Obras Públicas renunciaría al día siguiente y sustituido por el entonces Delegado en Tijuana de la Secretario de Obras Públicas del Estado, Juan Ojeda Robles.[106][107]

- Ampliación de la semaforización en vialidades.[108][109][110][111]
- El caso de los estacionómetros.[112][113]
- El problema del ambulantaje.[114][115][116][117][118][119]
- La constitución del Patronato Pro Bomberos, a petición del Jefe de Bomberos Samuel Meléndez, el 26 de marzo de 1963. Los miembros del patronato fueron nombrados por el presidente municipal. Gracias a las donaciones de carros tanque y motobombas por parte de la iniciativa privada se mejoró el equipamiento en las subestaciones de bomberos.[120][121][122][123][124][125][126][127]

|             | Nombre |
| ----------- | --- |
| Presidente. | Ing. Conrado MacFarland. Miembro del Colegio de Ingenieros y Arquitectos. |
| Secretario. | Samuel Meléndez |
| Tesorero.   | Silverio I. Romero |
| Vocal.      | Alfonso Bustamante Labastida. Dueño de la Compañía de Gas de Tijuana; después destacaría en la hotelería y los bienes y raíces. |
| Vocal.      | Miguel Bujazán Petro. Empresario de origen libanés, propietario de setenta y cinco salas de cine -incluyendo el icónico "Cine Bujazán", en el centro de Tijuana-, presidente del Centro Mutualista de Zaragoza -adscrito a la logia 5 de Mayo- y sería el siguiente presidente del Club Campestre de Tijuana. |
| Vocal.      | Javier Sánchez Mayans. Su familia era propietaria de la radiodifusora XEAZ-AM 1270 -la de mayor audiencia en la ciudad, en aquella época-, fue administrador de la misma desde 1954, y golfista destacado, reciente campeón nacional de golf en 1961.                                                         |
| Vocal.      | Sergio Martínez. |
| Vocal.      | Nathan Golden. Empresario de origen judío, dueño de clubes nocturnos, fundador del Club de Leones en la ciudad, fundador en 1959 de "Escuela Granja" para atender a 400 estudiantes en condición de pobreza y, en su momento, presidente de la comunidad judía en Tijuana.                                    |
| Vocal.      | Juventino Gutiérrez. |

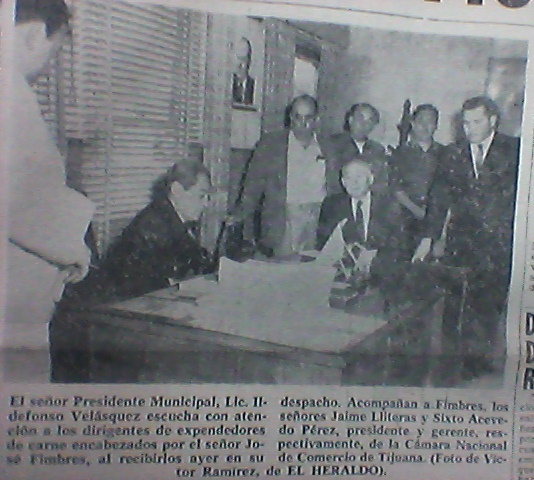
Reunión con expendedores de carnes, encabezados por José Fimbres, el 7 de febrero de 1963.

- Reunión con expendedores de carnes, encabezados por José Fimbres, el 7 de febrero de 1963.Cierre del viejo rastro municipal, para otorgar permiso del servicio a la Empacadora de Tijuana, operada por Impulsora Clímax, S.A. de C.V.,  lo que ocasionaría conflicto con criadores de ganado y comerciantes, por el incremento de los costos en el sacrificio de animales y problemas para surtir de carne al mercado tijuanense. El Presidente Municipal justificó la decisión al señalar la insalubridad de las instalaciones del viejo rastro, inadecuados procedimientos en el sacrificio y manejo del ganado e irregularidades en el control de los ingresos, mientras que las instalaciones de la Empacadora de Tijuana cumplían con la normatividad; al subir de tono el conflicto, sería citado a comparecer por Congreso del Estado para informar de su decisión. Las partes involucradas, Impulsora Clímax, los criadores de ganado (Unión de Tablajeros, Introductores de Ganado y Comerciantes en Grasas, Animales y Productos Similares del Estado de Baja California, A.C.) y los expendedores de carne (Supermercardo Cali-Max, Supermercado Limón y otros) desarrollarían una "guerra" de desplegados en los periódicos de la ciudad para informar a la opinión pública sobre su postura, llegando a solicitar la intervención del Gobernador del Estado. La Unión de Comerciantes al Mayoreo y Menudeo en Frutas, Verduras y Cereales apoyaría las quejas por el desabasto de carnes, mientras que la CTM apoyaría la acción del alcalde; la CANACO pediría la solución al desabasto de carne.[128][129][130][131][132][133][134][135][136][137][138][139][140][141][142][143][144][145]
- Quejas de crueldad animal en campaña antirrábica llevada a cabo, de manera conjunta, por la Jurisdicción Sanitaria y el Gobierno Municipal.[146][147][148][149][150][151][152][153]

### Seguridad pública
- Estado de fuerza: en la Ley de Egresos del Municipio de Tijuana, B.C., para el ejercicio fiscal de 1963,[154] se autorizó presupuesto para ciento sesenta y cinco elementos de la Policía Municipal, sesenta y ocho elementos del Departamento de Tránsito, ocho elementos en la cárcel pública y veintidós elementos del Cuerpo de Bomberos. Los responsables de las áreas no estaban relacionados jerárquicamente y respondían directamente al Presidente Municipal, aunque, en la práctica, algunos miembros del Cabildo llegaron a arrogarse, en lo individual y de manera indebida, facultades de mando sobre los mandos y elementos.

| Policía                                                                        | Tránsito                                                                        | Cárcel pública          | Bomberos                                 |
| ------------------------------------------------------------------------------ | ------------------------------------------------------------------------------- | ----------------------- | ---------------------------------------- |
| 1 Comandante. 1 Subcomandante. 5 Oficiales. 3 Sargentos. 5 Cabos. 150 Agentes. | 1 Jefe. 1 Secretario. 3 Oficiales. 20 Motociclistas. 4 Oficinistas. 39 Agentes. | 1 Alcaide. 7 Celadores. | 1 Jefe. 1 Oficial. 2 Cabos. 18 Bomberos. |
| Total: 165.                                                                    | Total: 68.                                                                      | Total: 8.               | Total: 22.                               |

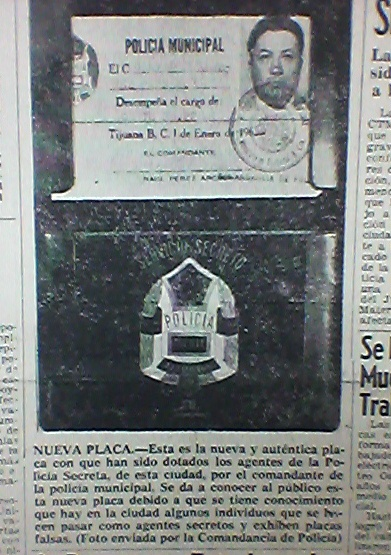
Nueva placa del Servicio Secreto de la Policía Municipal de Tijuana 1963.

- En aquella época, existía una división de la Policía Municipal conocida como Servicio Secreto, con funciones relacionadas con la inteligencia para prevención de delitos, ejecución de operativos y, de manera extraordinaria, investigación de delitos, ya fuera por encargo del Agente de Ministerio Público del Fuero Común o, de plano, por decisión unilateral del Comandante de la Policía. Los agentes vestían de civil y utilizaban una credencial con placa (coloquialmente conocida como "charola") cuando requerían identificarse como agentes de la policía. El medio preferido de las autoridades para mantener control sobre las actividades delictivas era el arresto administrativo, que en aquella época podía prolongarse hasta por quince días, de ahí el verbo "quincear". De esta manera, como los agentes ya tenían plenamente detectados a delincuentes consuetudinarios,como ladrones, carteristas, pedigüeños y vendedores de estupefacientes, organizaban redadas para detenerlos y se les sancionaba con arresto de quince días para evitar que se dedicaran a sus actividades, especialmente en temporadas festivas, como fiestas patrias o decembrinas.[155][156][157][158] Esto dio lugar a abusos por parte de agentes, y la prensa publicó notas sobre casos en que los agentes llegaban a acuerdos con delincuentes para permitirles operar.

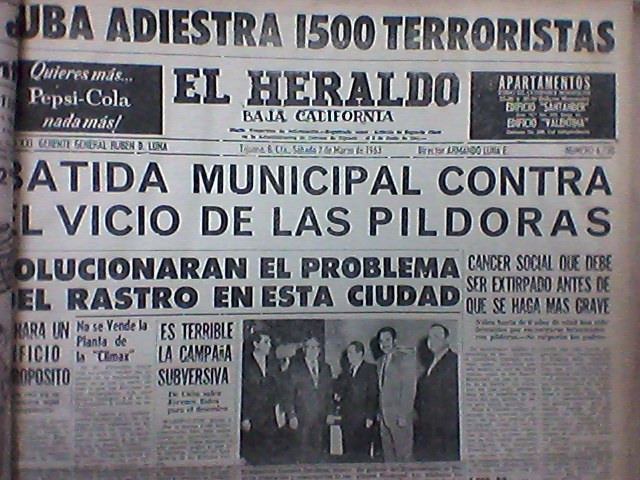

- Reorganización y depuración de la Policía Municipal de Tijuana. Al inicio del nuevo gobierno municipal se nombraron mandos con perfil militar y se procuró reorganizar y depurar la corporación, por lo cual hubo rotación de mandos, se dio la instrucción de investigar y cesar a los policía contra quienes se presentaran quejas ciudadanas y se previó contratar más personal, además de dotar de nuevos uniformes, reparar las patrullas averiadas y comprar nuevas unidades.[159][160][161][162][163] En junio de 1963, el alcalde había aprovechado el pase de revista anual de la Policía para conminar a los miembros de la corporación a cumplir con la función encomendada; pero, a los días de dicha arenga, se presentaron señalamientos en contra del Jefe del Servicio Secreto que lo relacionaban con una banda de carteristas y acusaciones contra otros agentes, lo que motivó a cesar a siete agentes del Servicio Secreto y seis de la Policía Preventiva, además de pedir la renuncia del Jefe del Servicio Secreto, y se anunció que las vacantes serían cubiertas por egresados de la Escuela de Capacitación de la Policía.[164][165][166][167][168][169][170] Sin embargo, fue difícil acabar con viejos vicios y continuaron quejas relacionadas con el incumplimiento de las obligaciones y con abusos policiacos,[171][172][173][174][175][176][177] las más graves fueron vertidas en sesión de Cabildo por los regidores Juan Flores Ruiz y Cruz Villavicencio, quienes expusieron que el Comandante era responsable de la anarquía al interior de la corporación, ya que los policías se dedicaban a vigilar cabarets y prostíbulos, además de volver a permitir la plaga de limosneros, limpiadores y niños en la zona turística de la ciudad; el Cabildo determinó conminar al Comandante a que hiciera cumplir el Bando de Policía y Buen Gobierno y se vigilara las zona populosas, especialmente la Zona Norte .[178][179] Inmediatamente después de la reunión con Cabildo, ocurrirían dos incidentes que involucraban al regidor Juan Flores Ruiz, el primero como resultado de encarar a un agente que aparentemente había ingerido bebidas alcohólicas, y el segundo cuando ordenó a agentes que aprehendieran a un extranjero sin razón alguna, y luego que fungieran como sus vigilantes en un cabaret.[180][181][182] Además de las dificultades de poner orden en la corporación, se sumaba el problema de la conocida como Policía Auxiliar o vigilantes que, sin pertenecer al Gobierno Municipal, efectuaban labores de seguridad pública y se recibían quejas en su contra.[183][184][185][186]
- Problemas de operación derivados de la falta de recursos. En junio de 1963 se instruyó la reducción de los recorridos para ahorrar gasolina.[187] En octubre de 1963 el Gobierno Municipal realizó un recorte del personal de la Comandancia de Policía y el Departamento de Tránsito, lo que perjudicó la operación de la corporación y desmotivó al personal pues, además, los ceses de dieron por sorteo y sin tomar en cuenta antigüedad y hoja de servicio;  23 policías, 4 motociclistas y 10 agentes de tránsito perderían su trabajo.[188][189][190][191][192]
- El 7 de noviembre de 1963, a propuesta de la CANACO, inició funciones la Policía Bilingüe, antecedente de la Policía Turística, que prestaba servicio en la zona turística del centro de la ciudad y estaría a cargo de la atención a extranjeros.[193][194] La medida tuvo por objetivos proporcionar información útil a turistas, evitar maltratos y abusos, evitar molestias por parte de limosneros y establecer un centro para recepción de quejas en la caseta de turismo municipal.[195][196]
- Para el mes de diciembre de 1963 continuaron los operativos,[157][197] pero los problemas al interior de la corporación se recrudecieron por el retraso en el pago de los salarios al personal -las dos quincenas de noviembre, a las que luego se sumarían las dos quincenas de diciembre-[198] y la ciudad continuaba sufriendo una ola de robos a casa habitación y a comercios,[199] por lo que el Mayor Raúl Pérez Arceo y los mandos con perfil militar presentarían su renuncia y serían sustituidos por el Comandante Francisco Krauss Morales, quien ya se había desempeñado al frente de la corporación durante la gestión del gobernador Alfonso García González y era un policía conocido por haber perseguido y detenido al asesino William Cook, y por mandos civiles con carrera policiaca.[200][201][202][203] De acuerdo al editorial del periódico El Heraldo Baja California, el Mayor Raúl Pérez Arceo era un caballero y con grandes méritos, pero las funciones de policía son especializadas y la ciudad requería de un buen policía para luchar contra la delincuencia local y organizada, como era el caso de Krauss, experimentado y conocedor del ambiente.[204][205][206] Ante las quejas recibidas en contra de agentes, se anunció, una vez más, una depuración de la Policía,[207] pero sin pago de salarios, continuaron las quejas.[208][209][210][211] Para principios de 1964, continuaron los operativos, la falta de pago a los policías, los robos y quejas por sobornos.[212][213][214][215][216]

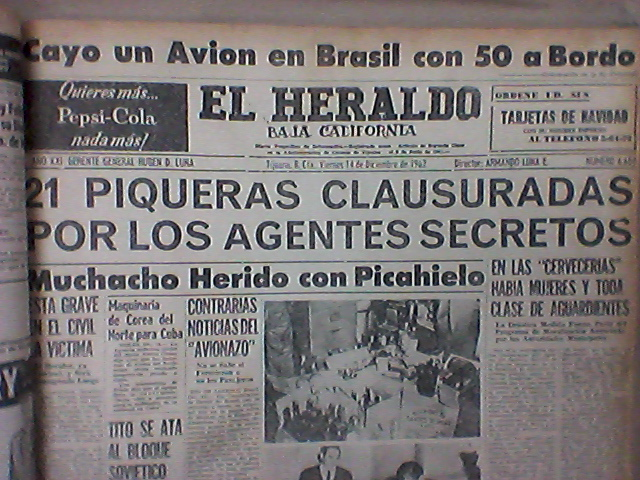

- Al inicio de su gobierno, se emprendió una campaña de "moralización", consistente en la aplicación de la normatividad municipal relacionada con la venta de alcoholes y espectáculos en comercios y giros negros, a efecto de sancionar la venta clandestina de bebidas alcohólicas, espectáculos sin licencia, espectáculos no permitidos (mujeres bailando desnudas), prostitución no regulada y la prostitución de mujeres menores de edad, así como redadas para retirar a limosneros y menores de edad de la vía pública. Los operativos estuvieron a cargo del Mayor Raúl Pérez Arceo, Comandante de la Policía Municipal. Posteriormente, la Policía Judicial del Estado se encargaría de estos operativos en bares, cabarets y prostíbulos clandestinos.[217][218][219][220][221][222][223][224][225][226] En agosto de 1965, ante la demanda de padres de familia y del Inspector de la IV Zona Escolar Federal,  Profr. Ramón Alcaraz Gutiérrez, de crear zonas “moralmente limpias” alrededor de las escuelas, la autoridad municipal procedió a clausurar noventa y nueve comercios –loncherías, cantinas y centros nocturnos- que vendían bebidas alcohólicas en las inmediaciones de las escuelas.[227][228][229][230]
- Tránsito Municipal.
- Tránsito Municipal. Educación vial.[231][232]
- Cárcel pública.[233][234][235][236]
- Menores en situación de calle y delincuencia juvenil.[237][238][239][240][241][242][243][244]
- El establecimiento de la Dirección de Servicios Médicos en 1963, a cargo del Dr. Ismael Llamas Amaya, cuyas funciones serían el prestar servicios médicos y medicinas a los miembros del Sindicato Único de los Trabajadores al Servicio de los Gobiernos del Estado y Municipios de Baja California, a ciudadanos de escasos recursos. El mismo año se instaló un consultorio en la Comandancia de Policía Municipal para que los médicos extendieran certificados médicos relacionados con lesiones e intoxicaciones, y evitar así que los detenidos tuvieran que ser trasladados al Hospital Civil.

### El caso de los predios de la familia de Dolores E. Argüello.
- Fallo de la Suprema Corte de Justicia de la Nación de marzo de 1963[245] que suspendió definitivamente el Acuerdo del 7 de noviembre de 1929 del Presidente Emilio Portes Gil por el cual declaraba la nulidad plena de todo contrato o enajenación de terrenos baldíos realizados en Tijuana desde 1821 -el título que dio origen al Rancho de Tijuana, a favor de Santiago Argüello, data de 1829, y sus herederos habían dividido la propiedad en dos partes, la Norte se fraccionó para su venta el 11 de julio de 1889 y dio origen a la ciudad de Tijuana, la porción Sur correspondió a Dolores Argüello- y los títulos expedidos por los presidentes Benito Juárez y Porfirio Díaz, y por el cual despojaba a la familia de la señora Dolores E. Argüello de la propiedad de los predios localizados en la parte sur del municipio.[246] El acuerdo presidencial había sido expedido con el objetivo de regularizar las invasiones promovidas por líderes del Partido Nacional Revolucionario en los predios de la familia Argüello en la ciudad,[247] y fue impugnado por medio de juicio de amparo promovido por la señora Susana Lucero viuda de Regnier a su nombre y en representación de la sucesión de la familia Argüello, quién, posteriormente, vendería sus derechos litigiosos a la sociedad "Urbanizadora, Acondicionadora y Constructora del Noroeste, S.A.". La resolución restituía a la quejosa de 10,535 hectáreas, que ahora abarcaba la zona urbanizada del sur de la ciudad de Tijuana, como La Mesa y La Presa, y afectaría predios rústicos.[248] En el incidente de ejecución de sentencia, el Juez de Distrito Vicente Aguinaco Alemán resolvió que el quejoso debía entrar en posesión de los predios ya ocupados en la zona urbana de Tijuana, lo que ocasionó un grave conflicto con la empresa inmobiliaria encargada de la comercialización de los predios "Compañía Inmuebles Californianos, S.A.", en la cual se decía tenían intereses José Ángel Ceniceros -ex Secretario de Educación Pública- y el temido Coronel Carlos I. Serrano; los ciudadanos perjudicados se agruparon en el Comité Pro Defensa de la Propiedad de la ciudad de Tijuana, que organizó protestas contra dicha empresa y gestiones ante los tres niveles de gobierno para defender sus derechos.[249][250][251] El Presidente Municipal, el Síndico Conrado Acevedo Cárdenas y la Regidora Aída Baltazar Martínez serían acusados por el Comité Pro Defensa de favorecer los intereses de la empresa inmobiliaria, e inclusive presentaron denuncia de juicio político ante el Congreso del Estado contra estos dos últimos.[252][253][254][255][256][257][258] Finalmente, un Tribunal Colegiado de Circuito, al resolver un recurso de revisión contra la resolución del Juez de Distrito, determinaría que se entregara al quejoso los terrenos enajenados por la Presidencia y la Secretaría de Agricultura, pero no en la ciudad de Tijuana.[259][260]
- Tragedia en fiestas patrias de 1963. En la noche del 15 de septiembre de 1963, después de la coronación de la reina de las fiestas patrias y la Ceremonia del Grito de la Independencia Nacional, realizadas en un predio cercano al antiguo Puente México, entre el Río Tijuana y las inmediaciones de la línea internacional, la estructura del juego mecánico conocido como "rueda de la fortuna" se desplomó, ocasionando la muerte de seis personas que se encontraban en el mismo. Los peritos de la Secretaría de Obras Públicas del Estado dictaminaron que el desplome de la estructura obedeció al reblandecimiento del suelo, consecuencia de las lluvias que un día antes habían caído sobre la ciudad.[261]
- Accidente del Presidente Municipal. El 3 de marzo de 1963, el alcalde se vio involucrado en un accidente de tránsito tipo volcadura, a la altura del poblado de La Rumosora, cuando conducía su vehículo con dirección a la ciudad de Mexicali, acompañado por su ayudante, el Dr. José Soto. De acuerdo a su declaración, al perder el control del vehículo, éste dio cuatro vueltas sobre sí y cayó sobre sus llantas; lograron salir del vehículo y fueron auxiliados por un conductor, el cual los trasladó de vuelta a la ciudad de Tijuana. El alcalde sufrió la luxación de la clavícula.[262]
- Veto de la Asociación Nacional de Actores (ANDA) a la ciudad de Tijuana.
- Celebración de la Convención Nacional de Hoteleros que, a la postre, serviría para levantar el veto de la ANDA.[263]
- Turismo.[264][265][266][267]
- Finanzas públicas.

De esta época, Don Óscar Genel recuerda, tal vez idealizando el pasado:
Tijuana era chiquita, es cierto, pero los policías eran poquitos. No necesitaba más. Todos hacían su trabajo y lo hacían bien. ¿Cuándo se perdió la emoción de gobernar bien? Antes se hacía mucho con poquito. Ildefonso Velázquez hizo el CREA y muchas obras importantes que perduran, con un presupuesto que ahora hace reír a los gobernantes y la seguridad pública siempre fue buena, porque la prevención era muy buena. No entendemos la visión de los expertos que vinieron a contar historias de proyectos imposibles. Con inteligencia, con honradez, con emoción en el servicio, se alcanza siempre la meta que reclama la población.
Después de su gestión y hasta su fallecimiento, se dedicó al ejercicio de la abogacía.
Medalla "Ildefonso Velásquez Martínez".
El Instituto de Formación Política "Jesús Reyes Heroles" en Baja California del Partido Revolucionario Institucional hizo entrega de las Medallas al Mérito Militante para celebrar el 92o. aniversario de la creación del partido y el centenario del nacimiento de Jesús Reyes Heroles, correspondiendo la Medalla "Ildefonso Velásquez Martínez" al militante priísta que hubiere destacado en el ámbito educativo, deportivo o juvenil.

### Familia
Su padre fue Ildefonso Velázquez Hernández, originario del Pueblo de San Matías Transfiguración del municipio de Zinacantepec, Estado de México, profesor normalista y del Instituto Científico y Literario de Toluca -actualmente Universidad Autónoma del Estado de México-. Fue sobrino del pintor Pastor Pedro Velázquez Hernández -hermano de su padre-, destacado acuarelista y diseñador del escudo del Estado de México. Su esposa fue la señora Isabel Ruiz, con quien procrearía tres hijas y un hijo, Emilio Velásquez Ruiz, el cual sería un destacado activista por los derechos de la comunidad LGBT y de personas infectadas con VIH, hasta su muerte, acaecida el 29 de septiembre de 2006.

## ¿Velásquez o Velázquez?
El exalcalde firmaba documentos oficiales como "Velásquez" -con "s" en la segunda sílaba- como lo fue la Convocatoria para crear el escudo de la ciudad de Tijuana, de 18 de enero de 1962, y el Primer Informe de Gobierno del IV Ayuntamiento de Tijuana, de 1 de diciembre de 1963 -localizado en el Archivo Histórico de Tijuana-, además de registrar a sus hijos Emilio y Lila Martha con los apellidos Velásquez Ruiz. La prensa local, generalmente, se dirigía hacia el alcalde, con el apellido "Velásquez", como lo fue en las notas relativas a la toma de protesta del IV Ayuntamiento. De igual manera, sus hermanos utilizaron el apellido "Velásquez".
En cuanto al apellido "Velázquez" -con "z" en la segunda sílaba-, en la investigación se localizaron documentos oficiales en los cuales aparece el apellido "Velázquez", en lugar de "Velásquez", como lo son el registro de la cédula profesional estatal de Baja California, el acta de la sesión celebrada por la IV Legislatura Constitucional del Estado de 30 de octubre de 1962 y el oficio de la Academia Mexicana de Derecho Internacional de 28 de marzo de 1966 en que se le notifica su nombramiento como académico de dicha institución. Además, de acuerdo a información de la familia de su tío paterno, Pastor Pedro Velázquez Hernández, el nombre y apellido del papá del exalcalde es Yldefonso Velázquez Hernández,  quien, a su vez, es hijo de Magdaleno Velázquez,, del municipio de Zinacantepec, Edo. Mex., contando con un copia del acta de nacimiento del destacado pintor mexiquense.